# Rio Maranhão
Le rio Maranhão est un cours d'eau brésilien qui baigne le District fédéral et les États de Goiás et du Tocantins. Il effleure la limite nord du District fédéral, près des sources du fleuve, dans l'État de Goiás.
Il a sa confluence avec le Rio das Almas au niveau du lac de Serra da Mesa puis forme le Rio Tocantins à ce niveau, ou à celui de la confluence avec le Rio Paranã.